# Llibre del Repartiment de Mallorca
 (juin 2025).
Si vous disposez d'ouvrages ou d'articles de référence ou si vous connaissez des sites web de qualité traitant du thème abordé ici, merci de compléter l'article en donnant les références utiles à sa vérifiabilité et en les liant à la section « Notes et références ».
Pour les articles homonymes, voir Llibre del Repartiment.

Le Llibre del Repartiment de Mallorca (en français : « Livre du partage de Majorque »), est le nom qui désigne un ensemble de codex médiévaux dans lesquels on a indiqué comment ont été répartis les biens immobiliers de Majorque une fois l'île conquise en 1229.

## Présentation
Le llibre signale différents types de répartition qui en conditionnent sa structure. Ainsi il commence par indiquer la zone territoriale des portions données aux grands seigneurs (Nuno Sanche de Roussillon, Berenguer de Palou, Hug IV d'Empúries et Gaston VII de Béarn), qui ont reçu la moitié de l’île et qui ont procédé entre eux à la répartition détaillée qui ne figure donc dans le document. Ensuite, pour la part revenant à Jacques Ier d'Aragon, le livre fournit le nom des propriétés et le nom des bénéficiaires, parmi lesquels on peut faire une distinction entre les bénéficiaires individuels (quelques-uns d’entre eux avec de grandes étendues tels Ferrer de Santmartí ou Pierre de Portugal et d’autres avec des domaines plus modestes) et les bénéficiaires collectifs (l’ordre du Temple ou les milíces urbaines de Barcelone, Gérone, Tarragone, Tortosa, Caldes, Tàrrega, Montalbán, Marseille, Narbonne ou Gênes, entre autres). L'ensemble de ces attributions nominatives permet de connaître une petite partie des premiers propriétaires des terres conquises, la structure de la propriété musulmane et la toponymie de la moitié de l’île. Par ailleurs, nous pouvons avoir connaissance de la structure et de l'organisation féodale de la propriété au moment de son implantation dans l’île après la conquête, organisation qui allait conditionner toute son histoire future.

## Codex conservés
Quelques-uns des codex conservés signalent qu'ils sont des copies de l’original en arabe, aujourd'hui perdu, déposé par Jacques Ier à la maison du Temple de Majorque. En tout cas, leur contenu permet de distinguer deux groupes, d'une part celui désigné comme arabo-latin (ARM (ca), s/n, ca. 1232) et d’autre part les versions en catalan et latin qui toutefois présentent des différences de copie entre eux: le catalan (ARM, 18, 1269) et les trois latins (ARM, 19, ca. 1300; ACM (ca), 3041, 1307 i; ACA (ca), 26, ca. 1346).